# Округ Флојд (Џорџија)
Округ Флојд (енгл. Floyd County) је округ у америчкој савезној држави Џорџија.

## Демографија
По попису из 2010. године број становника је 96.317, што је 5.752 (6,4%) становника више него 2000. године.
| Група             | 2000.          | 2010.          |
| Белци             | 71.674 (79,1%) | 70.959 (73,7%) |
| Афроамериканци    | 12.050 (13,3%) | 13.640 (14,2%) |
| Азијати           | 845 (0,9%)     | 1.253 (1,3%)   |
| Хиспаноамериканци | 4.983 (5,5%)   | 8.987 (9,3%)   |
| Укупно            | 90.565         | 96.317         |